# Rondonópolis
Rondonópolis är en stad och kommun i västra Brasilien och ligger i delstaten Mato Grosso. Kommunen har cirka 210 000 invånare.

## Administrativ indelning
Kommunen var år 2010 indelad i fem distrikt:
- Anhumas
- Boa Vista
- Nova Galiléia
- Rondonópolis
- Vila Operária

## Befolkningsutveckling
| Område              | Areal (km²)   | Invånarantal 1 augusti 2000 | Invånarantal 1 augusti 2010 | Invånarantal 1 juli 2014 |
| ------------------- | ------------- | --------------------------- | --------------------------- | ------------------------ |
| Kommun              | 4 159,12      | 150 227                     | 195 476                     | 211 718                  |
| Urban befolkning    | Ingen uppgift | 141 838                     | 188 028                     | Ingen uppgift            |
| ...varav centralort | Ingen uppgift | 140 948                     | 187 277                     | Ingen uppgift            |